# Mimendircaea costata
Mimendircaea costata is een keversoort uit de familie zwamspartelkevers (Melandryidae). De wetenschappelijke naam van de soort werd in 1952 gepubliceerd door Maurice Pic.